# Randene
Randene – miejscowość na Łotwie, położona w novadsie Górna Dźwina, 3 km na południe od Dyneburga. W 2008 roku ludność wsi wynosiła 524 mieszkańców.